# علامة دانفي
عَلاَمَةُ دانفي (بالإنجليزية: Dunphy sign)‏، هي علامة طبية تُعّرَف بازدياد ألم البطن عند السعال، وقد يكون مؤشراً على التهاب الزائدة الدودية. سُمّيت نسبةً إلى الطبيب الأمريكي-البريطاني أوزبورن جوبي دانفي (1898–1989).